# Huf Haus

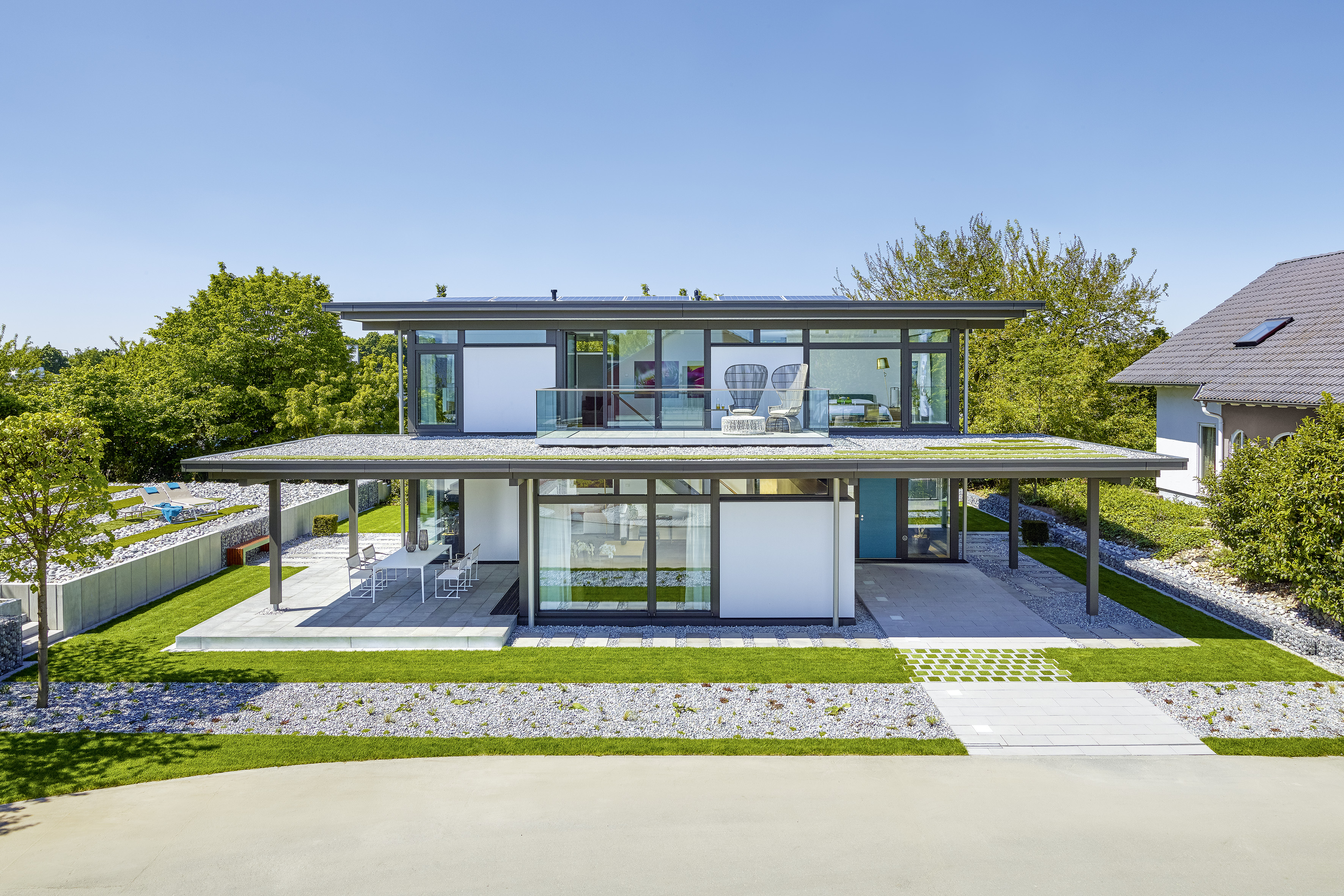
HUF Haus MODUM in Mannheim

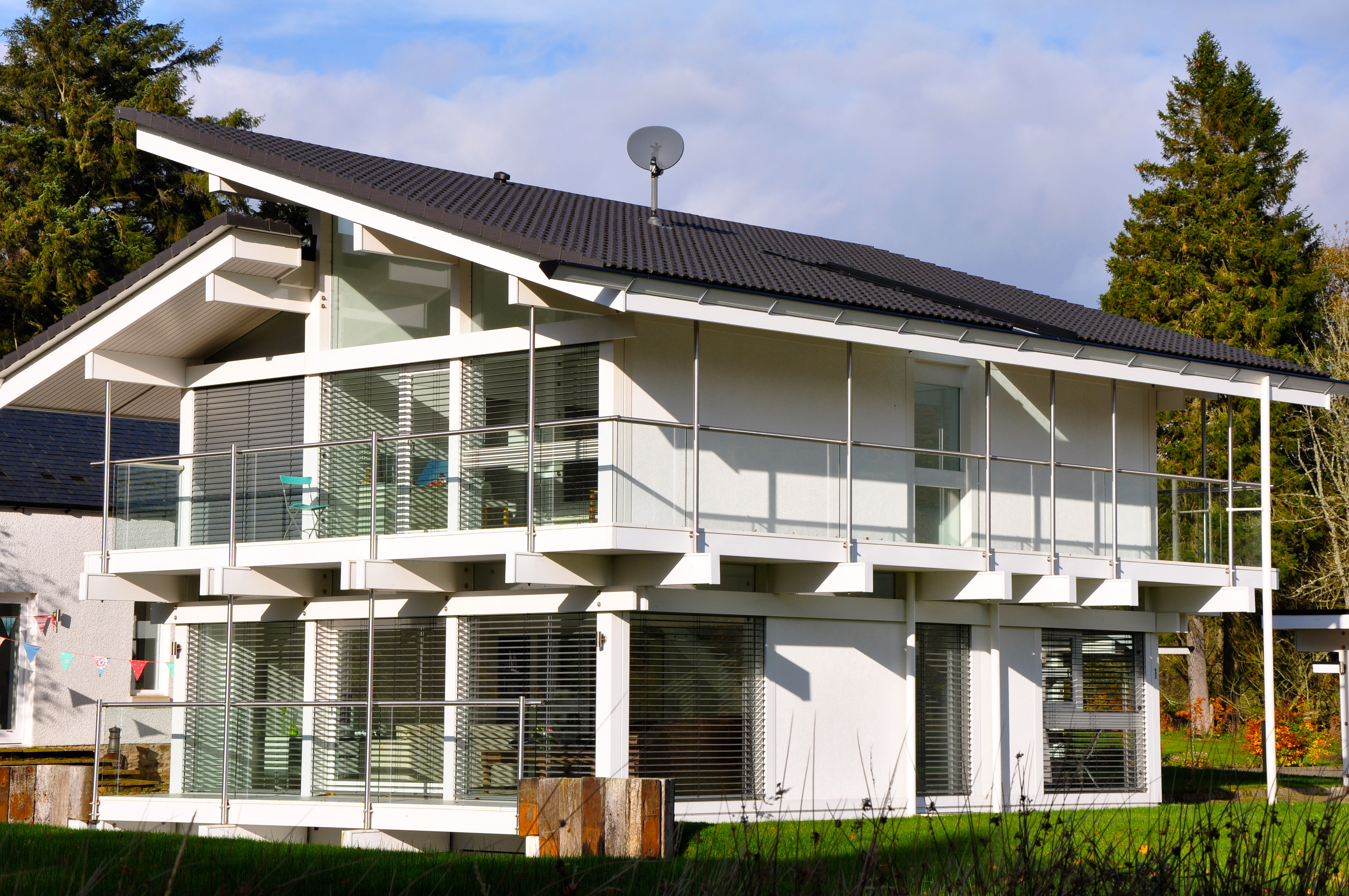
Huf-Haus in Schotland bij West Linton

Huf Haus GmbH & Co. KG is een Duits bedrijf dat gevestigd is in Hartenfels (Westerwald) en wereldwijd actief is. Het produceert uit hout en glas geprefabriceerde huizen. Huf Haus is het meest toonaangevende bedrijf ter wereld in de verkoop van huizen die vervaardigd zijn in de architecturale traditie van Bauhaus en op basis van het ontwerp van het Duitse vakwerk. De architect van deze gebouwen is Manfred Adams, een leerling van Sep Ruf, en hij ontwikkelde ze op basis van een vakwerkconstructie (houten skeletbouw). Deze constructie maakt individuele ontwerpen mogelijk, ook voor woningen en kantoorgebouwen. De huizen, ook wel Huf-huizen genoemd, zijn energieneutrale gebouwen.

## Geschiedenis
In 1912 richtte Johann Huf een timmerwerkplaats op in Krümmel, een dorp in het Westerwald en een jaar later werd het bedrijf verplaatst naar Hartenfels. In 1948 nam zijn zoon Franz Huf het beheer van de onderneming over en breidde die uit tot een bovenregionale aanbieder van timmermanswerken, zoals kerken in Rijnland, het grote postkantoor in Bonn (1950) en de Duitse en Arabische paviljoens op Expo 58. Het zogenaamde "Huf Fachwerkhaus 2000" werd in 1972 samen met de architect Manfred Adams ontworpen, waarvan de basisprincipes nog steeds in alle gebouwen worden toegepast.
 Sinds 1996 leiden de kleinzonen Georg en Thomas Huf het bedrijf en hebben de producten op de wereldmarkt gebracht. Ze stichtten ook het "Huf Dorf", een verzameling van gebouwen in Hartenfels, waarin de mogelijkheden van het bouwen van Huf-huizen wordt getoond.
Op 20 september 2011 overleed Thomas Huf op 51-jarige leeftijd.

## Bedrijf en producten
Het bedrijf produceert jaarlijks ongeveer 120 gebouwen, waarvan ongeveer 40 procent naar de export gaat. In 2009 werden vijf huizen geëxporteerd naar China. Groot-Brittannië was het belangrijkste exportland in 2008, met bijna 50 huizen per jaar. Tegen 2007 had Huf House 107 gebouwen gebouwd in het Verenigd Koninkrijk, waar een "Huf Haus owners group" werd opgericht. Op het hoofdkantoor in Hartenfels en op tien andere Duitse locaties zijn voorbeeldwoningen ingericht. Daarnaast zijn er modelhuizen in Zwitserland, Italië, Groot-Brittannië, Nederland, Roemenië, Ierland en Frankrijk. 
Er zijn verschillende typen gebouwen in de Huf Haus-ontwerpen te onderscheiden: eengezinswoningen, appartementengebouwen, bungalows, stadswoningen, woningen met plat dak, bedrijfsgebouwen.

## Bouwwijze
Ieder gebouw wordt in overleg met de opdrachtgever uit standaardmodules van verschillende afmetingen en combinaties van hout en glas samengesteld. Hierdoor is elk gebouw uniek, wat door de bouwer wordt gegarandeerd. 
 Om de bouw te beginnen, dient de koper te beschikken over een bouwkavel en voldoende liquide middelen; de startprijs bedraagt 650.000,- euro.

## Nieuwe ontwerpen
Tegen het einde van 2009 startte Huf Haus met nieuw ontworpen huizen die het bedrijf "evolutionair" noemt in zijn Ständerhaus-architectuur (houtskeletbouw), maar "revolutionair" is in energie-efficiëntie.
Omdat de expressieve symbiose van hout en glas erkenning vindt bij grote internationale architectuur- en ontwerpwedstrijden, en bij klanten van Huf Haus, die ook erkennen dat deze individueel kunnen worden ontworpen, zijn de belangrijkste stilistische elementen niet veranderd.
Ondanks het royale gebruik van glas hebben de Huf Haus-huizen slechts een verwarmingssnelheid van 34 W / m 2 nodig (bij Hartenfels, Duitsland). De belangrijkste redenen zijn:
- Alle constructiehoutelementen zijn in de fabriek voorzien van een warmte-isolerende laag - dit vermindert koudebruggen.
- De reeds goed geïsoleerde wanden zijn opnieuw ontworpen. De muren zijn nu dikker en hun diepte kan worden gevarieerd afhankelijk van het klimaatgebied. Het gebruikte materiaal is afgestemd op de locatie, zodat een adequate warmte-isolatie wordt bereikt.
- De glazen wanden hebben 51 mm driedubbel glas met een warmteoverdrachtscoëfficiënt (U-waarde) van 0,6 W / m 2 K.
- De huistechnologie is gebaseerd op een warmtepomp, elektronisch geregelde verwarmingssystemen, vloerverwarmingsbuizen die zeer dicht op elkaar zijn gelegd, een zeer efficiënt ventilatiesysteem en onafhankelijke warmwaterboilers, zodat het onafhankelijke verwarmingssysteem in de zomermaanden kan worden uitgeschakeld.
- Een groot fotovoltaïsch systeem over bijna het hele dak.

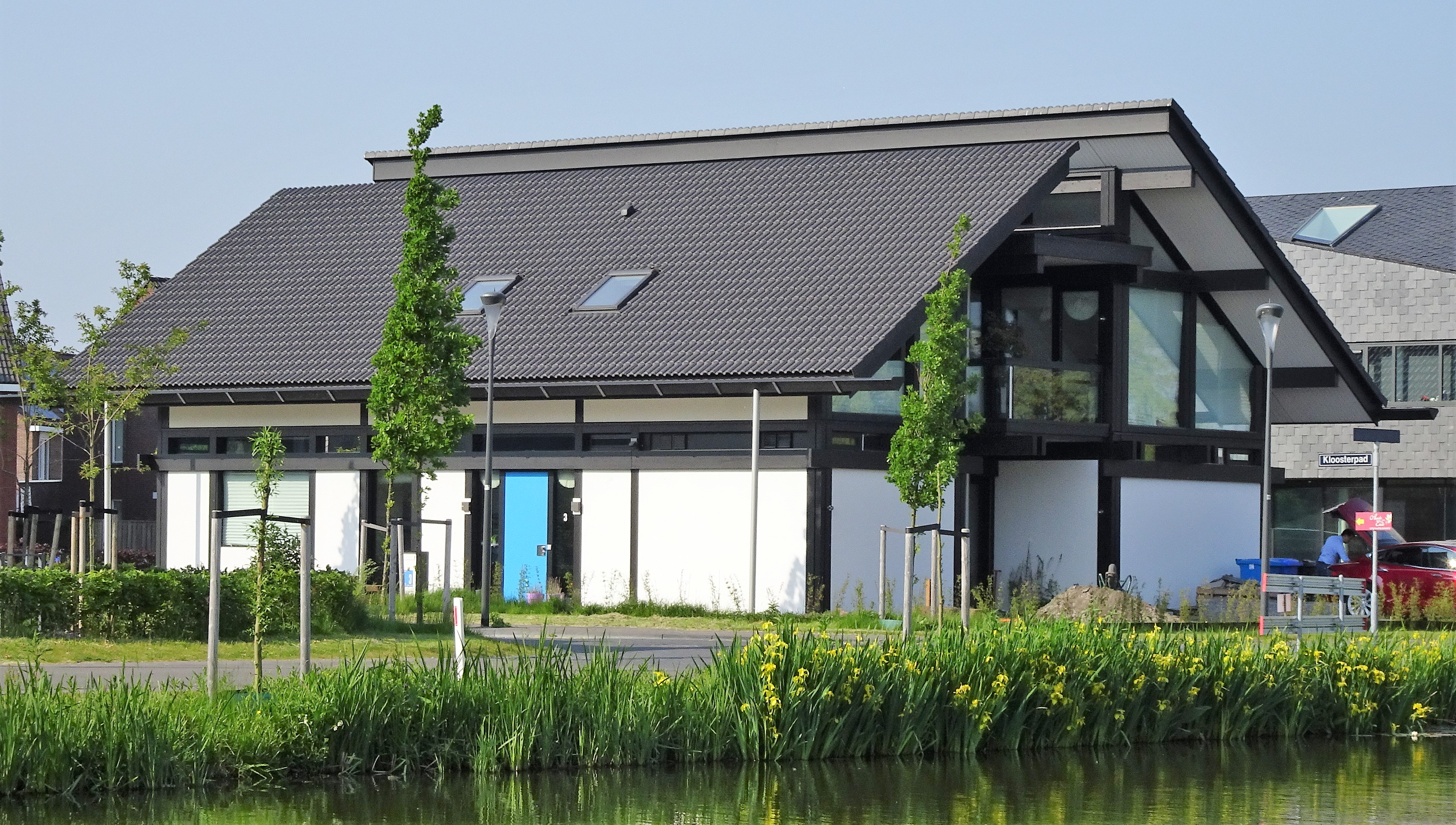
HUF Haus in Rijswijk

## Bouw in Nederland
In Gouderak is in 2011 met de bouw van het eerste Green (R)evolution-huis in Nederland begonnen. Dit huis is gebouwd op een afzinkbare kelder. Later dat jaar zijn in Putten en Hoek van Holland eveneens dit type Huf-huizen gebouwd. In 2018 werd in Rijswijk (Zuid-Holland) een Huf-huis opgeleverd.
 Eerder werden in Vaals, Assen, Groenekan en Laag Zuthem huizen gebouwd volgens het eerste concept van Huf Haus.

## Onderscheidingen
Huf Haus-producten hebben verschillende architecturale prijzen gewonnen, waaronder:
- 1977Haus des Jahres (huis van het jaar), uitgereikt door de regering van Rijnland-Palts;
- 2002 Housing Design Award van het Royal Institute of British Architects, U.K.;[12]
- 2001,[13] 2009[14] Deutscher Solarpreis (Duitse Solar Award - een prijs voor het beste project over hernieuwbare energie in Duitsland) door EUROSOLAR e. V. in Bonn;
- 2013 "Hidden Champion"-prijs als "Europese marktleider voor het moderne vakwerkhuis";
- 2016 BVF-Award van de federale vereniging van oppervlakteverwarming en oppervlaktekoeling eV voor het woonproject HUF City Living in Montabaur;
- 2017 Platinaplaquette van de Deutschen Gesellschaft für Nachhaltiges Bauen voor het HUF-modelhuis in Engeland.

## Wetenswaardigheden
Tot bekende eigenaren van een Huf-huis behoren Antonio Banderas, Björn Ulvaeus en Léa Linster.